# 莱昂内尔·西蒙斯
莱昂内尔·詹姆斯·西蒙斯（英語：Lionel James Simmons，1968年11月14日—），美国前职业篮球运动员。